# Доубравице на Свитави
Доубравице на Свитави (чеш. Doubravice nad Svitavou) је насељено мјесто са административним статусом варошице (чеш. městys) у округу Бланско, у Јужноморавском крају, Чешка Република.

## Становништво
Према подацима о броју становника из 2014. године насеље је имало 1.334 становника.